# Ægidius Otto

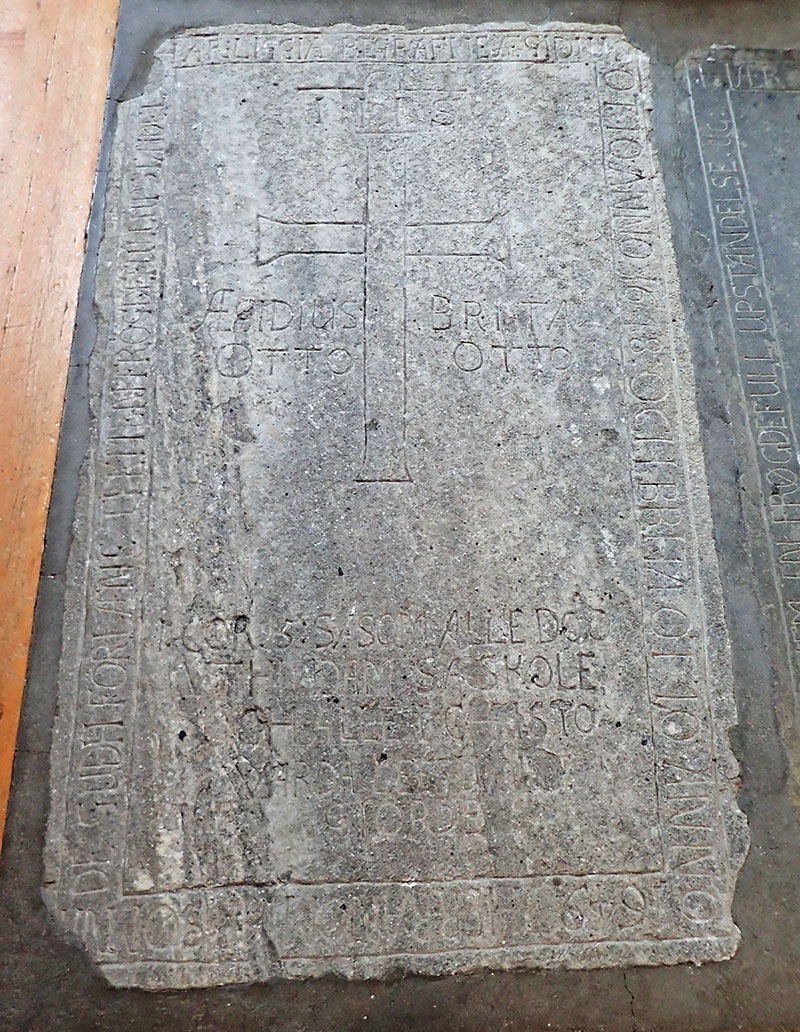
Gravhäll i Arjeplogs kyrka över barn till Ægidius Otto.

Ægidius Otto (förnamnet även stavat Egidius), född omkring 1610, död omkring 1690, var en av förgrundsgestalterna i Nasafjälls silververks historia och sedermera lappfogde. 

## Biografi
Ægidius Otto kom från Falun, där hans far Lydert (Ludvig) Otto och farfar Jacob Otto varit läkare (militärläkare/kirurg). Modern Anna var dotter till Johannes Michaelis Cuprimontanus och, enligt Jan Eurenius, dotterdotter till Malin Jacobsdotter Grubb från Bureätten. Brodern Johan adlades Silfverström.
Den 23 november 1642 utnämndes Ægidius Otto till bruks- och proviantskrivare i Nasafjäll. Han kom till Pite lappmark med sin hustru Ingeborg Torbjörnsdotter och bodde sommartid vid hyttan i Silbojokk, vintertid på sin gård vid Arjeplogs kyrka. Från och med 1650 och fram till ödeläggelsen av Nasafjälls silververk 1659 drev han verksamheten där som arrendator, först tillsammans med lappfogden Olof Jonsson, senare med Johan Persson.
Sedan Nasafjälls silververk förstörts av en norsk styrka 1659 försökte Ægidius Otto få bli arrendator av malmfyndigheten på Kedkevare i Lule lappmark, som han fått kännedom om samma år. Bergmästare Isak Tiock eftersträvade dock detsamma, och det blev han som fick ta ansvar för det nya silververket. Ægidius Otto utnämndes i stället till lappfogde. De blev tvungna att samarbeta för att det nya verket skulle fungera, men det fungerade dåligt. De båda rivalerna anklagade varandra för allehanda oegentligheter. Isak Tiock åtalades 1664 och sattes i fängelse.
Som lappfogde var Ægidius Otto relativt omtyckt. I Mattias Steuchius relation från 1688 om avguderiet i Lappland omnämns Otto som en ålderstigen man som i 30 års tid verkat som lappfogde. På gamla dagar var han bosatt på gården Lund i Skellefteå. Ægidius Otto avled antagligen omkring 1690.